# Tengo un millón
Tengo un millón es una comedia en dos actos de Víctor Ruiz Iriarte estrenada en 1960.

## Argumento
Un matrimonio humilde se encuentra, por distintos azares, en posesión de un millón de pesetas. Ante la situación inesperada, comienzan a aparentar ante sus conocidos una riqueza que en realidad no es suya. Por avatares varios, la bolsa de dinero irá pasando de mano en mano hasta dar con una persona honrada.

## Representaciones destacadas
- Teatro (Teatro Lara, Madrid, 10 de febrero de 1960). Estreno.
  - Dirección: Adolfo Marsillach.
  - Intérpretes: Adolfo Marsillach, María Asquerino, Carlos Larrañaga, Gracita Morales, Magda Roger, María Mahor, Amparo Baró, Agustín González.
- Televisión (Novela, TVE, 9 de noviembre de 1964).
  - Intérpretes: María Luisa Amado, Amparo Baró, María José Goyanes, Roberto Llamas.
- Televisión (Estudio 1, TVE, 15 de octubre de 1971).
  - Intérpretes: Fernando Delgado, Elisa Montés, Mercedes Borque, Pepe Sancho.